# Trausse
Trausse  ist eine französische Gemeinde mit 609 Einwohnern (Stand 1. Januar 2022) im Département Aude in der Region Okzitanien. Sie gehört zum Arrondissement Carcassonne und zum Kanton Le Haut-Minervois.
Die Allée couverte von Jappeloup liegt östlich von Trausse.

## Nachbargemeinden
Nachbargemeinden von Trausse sind Félines-Minervois im Nordosten, Peyriac-Minervois im Südosten, Laure-Minervois im Südwesten und Caunes-Minervois im Nordwesten.

## Bevölkerungsentwicklung
| Jahr      | 1962 | 1968 | 1975 | 1982 | 1990 | 1999 | 2013 | 2017 |
| Einwohner | 491  | 493  | 440  | 433  | 431  | 446  | 503  | 590  |